# Gerald Templer
Sir Gerald Walter Robert Templer (Colchester, 11 settembre 1898 – Chelsea, 25 ottobre 1979) è stato un militare britannico.

## Biografia

### I primi anni
Templer era il settimo dei dieci figli del barone decaduto sir Alfred Templer, la cui famiglia discendeva dalla conquista normanna, e di Victoria Alexandrina Murray (1877-1925), figlia di Charles Murray, VII conte di Dunmore e di Lady Gertrude Coke, figlia del conte di Leicester. A causa della precaria condizione economica, il giovane Templer riuscì a studiare presso il Wellington College solo grazie agli aiuti economici da parte della famiglia del nonno.
Venne avviato alla carriera militare, ma non ebbe la possibilità di frequentare l'accademia militare, bensì fu immediatamente arruolato come sottotenente nel 1916 presso il Royal Irish Fusiliers, con il quale partecipò alla prima guerra mondiale: sul fronte occidentale, nei Balcani e alla battaglia di Gallipoli. Inoltre, nel 1924 fece parte della squadra olimpica di atletica britannica.

### In Medio Oriente
Nel 1922 venne promosso tenente, nel 1926 capitano e nel 1931 maggiore; tra il 1927 e il 1933 fu di stanza a San Giovanni d'Acri, nel Mandato britannico della Palestina, infine nel 1936 fu nuovamente promosso tenente colonnello ed assegnato all'intelligence militare del British Expeditionary Force. Dopo l'evacuazione della Francia fu assegnato al 9th Royal Sussex Regiment e quindi divenne membro dello stato maggiore del generale Montgomery.
Nel 1926 aveva sposato Edith Margery Davie, ebbero poi due figli: Charlotte Victoria Alicia Templer e Frederick Templer (1931). Nel 1942 ebbe il comando della 47th Infantry Division come maggior generale, e successivamente ricevette il comando del II Corpo d'armata come tenente generale. Come maggior generale fu posto al comando della I Divisione di Fanteria nel Nord Africa e successivamente comandò la 56th Infantry Division durante la campagna d'Italia.

### La seconda guerra mondiale
Comandò la 6th Armoured Division fino al 1944 e da allora fino al termine della guerra diresse le operazioni di intelligence del 21st Army Group. Al termine della guerra fu governatore militare dei territori d'occupazione britannica in Germania ed ebbe diversi scontri di natura organizzativa con il borgomastro di Colonia, Konrad Adenauer. Nel 1926 Templer fu direttore generale dell'intelligence militare, nel 1948 fu vice-comandante dello Stato Maggiore Generale Imperiale e nel 1950 comandante generale dell'Eastern Command.

### In Malaysia e nel dopo guerra
Nel 1952 Churchill nominò Templer come commissario per fare fronte all'insurrezione malese contro le autorità britanniche. Cooperando con Robert Thompson Templer organizzò una tattica difensiva contro gli insorti comunisti, riuscendo a sconfiggerli diverse volte in operazioni di controguerriglia; comunque nel 1960 le truppe britanniche si dovettero ritirare dalla Malaysia. Templer fu capo dello Stato Maggiore Generale Imperiale tra il 1955 e il 1958, venne promosso maresciallo di campo, Conestabile della Torre di Londra e Lord Luogotenente della Grande Londra; ritiratosi dall'esercito nel 1973, trascorse i suoi ultimi anni di vita curando la fondazione del National Army Museum di Londra.